# Magurka Radziechowska

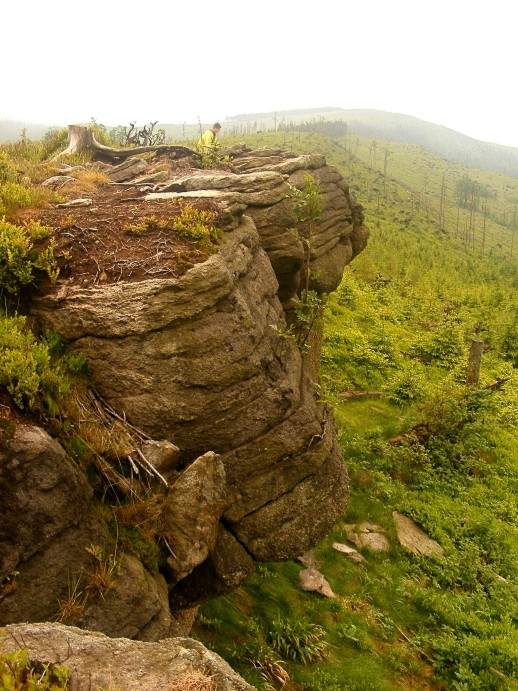
Felsformationen unterhalb des Gipfels

Der Magurka Radziechowska ist ein Berg in Polen. Mit einer Höhe von 1108 m ist er einer der höheren Berge im Barania-Kamm in den Schlesischen Beskiden. Der Berg ist ein beliebtes Touristenziel mit vielen Ausblicken auf die benachbarten Gebirge und das Tiefland. Über den Gipfel führt die Gemeindegrenze von Lipowa und Radziechowy-Wieprz.

## Tourismus
- Auf den Gipfel führen mehrere markierte Wanderwege von Szczyrk und Węgierska Górka, unter anderem der Beskiden-Hauptwanderweg